# Почесна зброя із золотим зображенням Державного герба СРСР
Поче́сна збро́я із золоти́м зобра́женням Держа́вного герба́ СРСР — військова нагорода, що існувала у збройних силах СРСР для нагородження вищих чинів командування. Введена у 1968 Президією Верховної Ради СРСР для відзначення найвидатніших полководців Радянської армії та флотоводців ВМФ СРСР з нагоди 50-ї річниці збройних сил Радянського Союзу. Являла собою шашку з накладеним на піхви золотим зображенням Державного герба СРСР.

## Нагороджені
Загалом Почесною зброєю із золотим зображенням Державного герба СРСР було нагороджено 26 військових діячів СРСР, причому 25 з них — безпосередньо після введення нагороди, у 1968 році. Нагороди отримали:
Маршали Радянського Союзу:
- І. Х. Баграмян;
- С. М. Будьонний;
- О. М. Василевський;
- К. Є. Ворошилов;
- П. І. Голіков;
- А. А. Гречко;
- А. І. Єрьоменко;
- Г. К. Жуков;
- М. В. Захаров;
- І. С. Конєв;
- М. І. Крилов;
- К. П. Мерецков;
- К. С. Москаленко;
- К. К. Рокоссовський;
- В. Д. Соколовський;
- С. К. Тимошенко;
- В. І. Чуйков;
- І. Г. Якубовський;

Адмірал Флоту Радянського Союзу:
- С. Г. Горшков;

Генерали:
- генерал армії П. І. Батов;
- генерал армії А. Л. Гетьман;
- генерал армії О. В. Горбатов;
- генерал армії Д. Д. Лелюшенко;
- генерал армії І. В. Тюленєв
- генерал-полковник технічних військ П. О. Кабанов

Останнє нагородження відбулося 1976 року, коли нагороду отримав Генеральний секретар ЦК КПРС Маршал Радянського Союзу Л. І. Брежнєв.

## Цікавий факт
- Почесна зброя із золотим зображенням Державного герба СРСР стала послідовницею традиції нагородження вищого командування Червоної армії Почесною революційною зброєю, яке проводилося у 1919-30 роках. Серед отримувачів Почесної зброї зразка 1968 року двоє маршалів (К. Ворошилов та С. Тимошенко) вже мали Почесну революційну зброю (шаблю), а маршал С. Будьоний був нагороджений обома видами Почесної революційної зброї — шашкою та пістолетом. Таким чином  Будьоний — єдина особа, яку було нагороджено усіма трьома видами нагородної зброї, що офіційно існували в СРСР (РРФСР).